# Allantactis parasitica
Allantactis parasitica är en havsanemonart som beskrevs av Daniel Cornelius Danielssen 1890. Allantactis parasitica ingår i släktet Allantactis och familjen Hormathiidae. Inga underarter finns listade i Catalogue of Life.